# Leroy Brown
Leroy Taylor Brown, född 25 januari 1902 i New York, död 21 april 1970 i Sharon i Connecticut, var en amerikansk friidrottare.
Brown blev olympisk silvermedaljör i höjdhopp vid sommarspelen 1924 i Paris.